# Moncalieri
Moncalieri is een gemeente in de Italiaanse provincie Turijn (regio Piëmont) en telt 55.059 inwoners (31-12-2004). De oppervlakte bedraagt 47,6 km², de bevolkingsdichtheid is 1.157 inwoners per km².

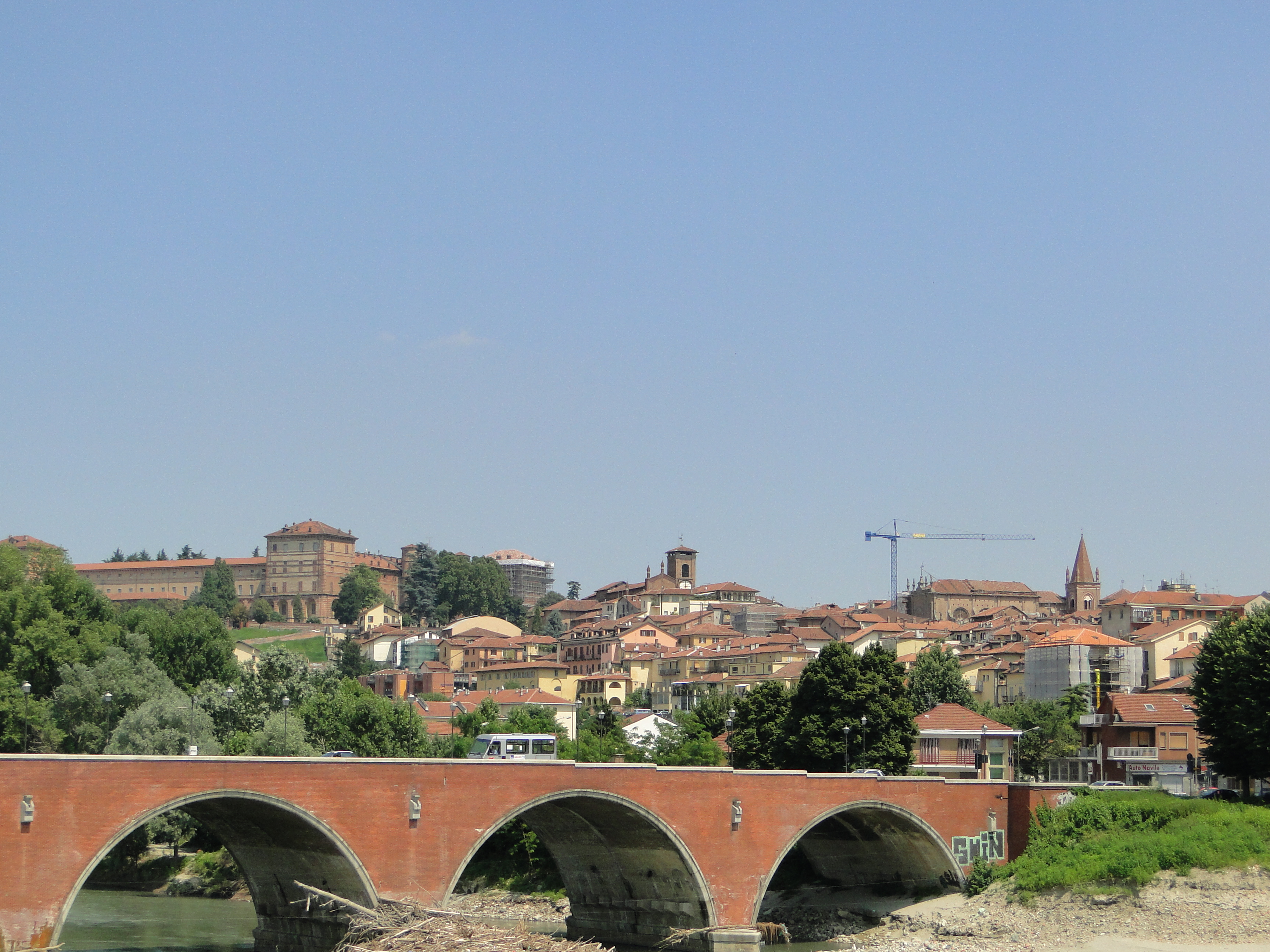
Moncalieri
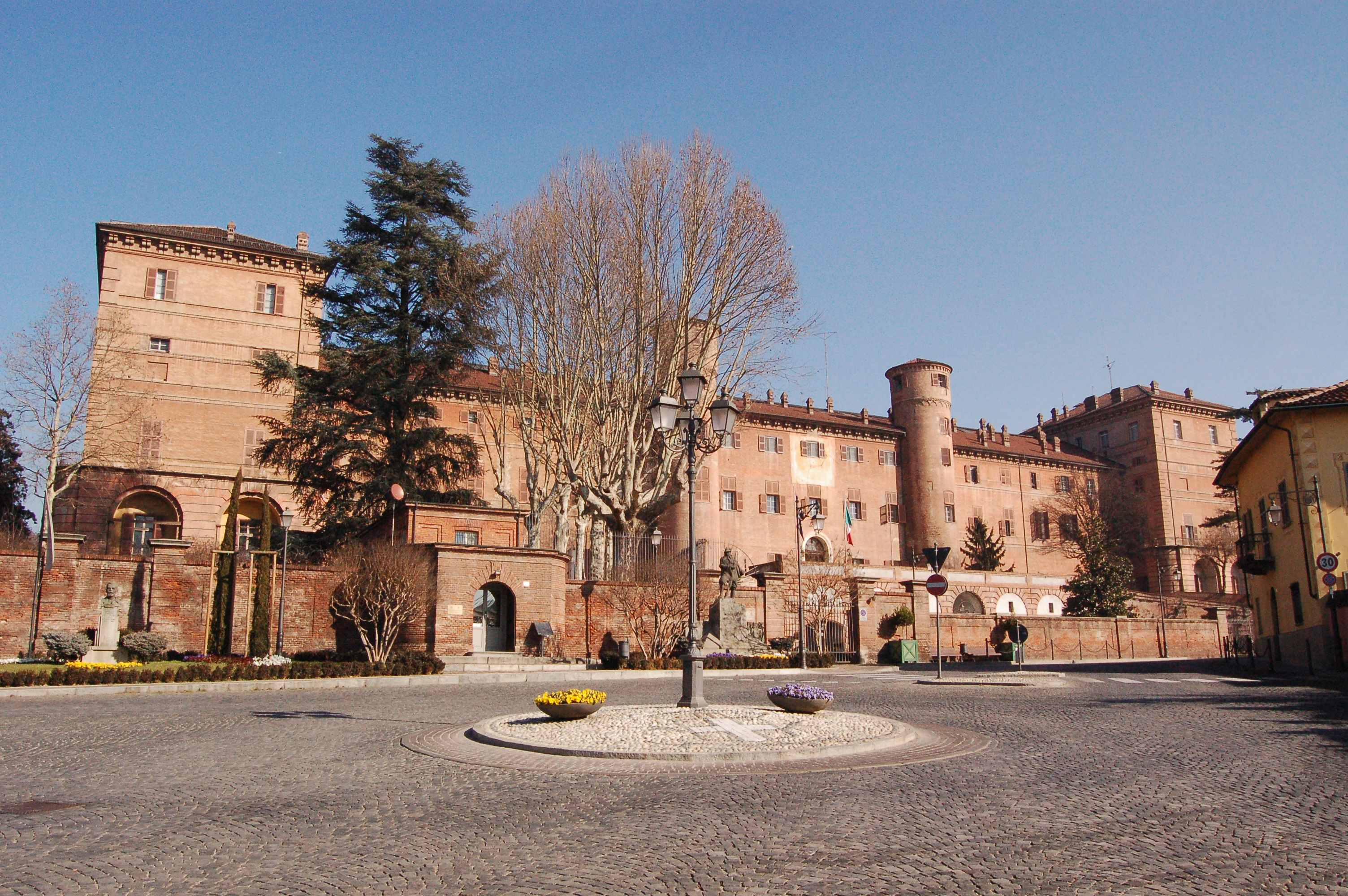
Kasteel van Moncalieri
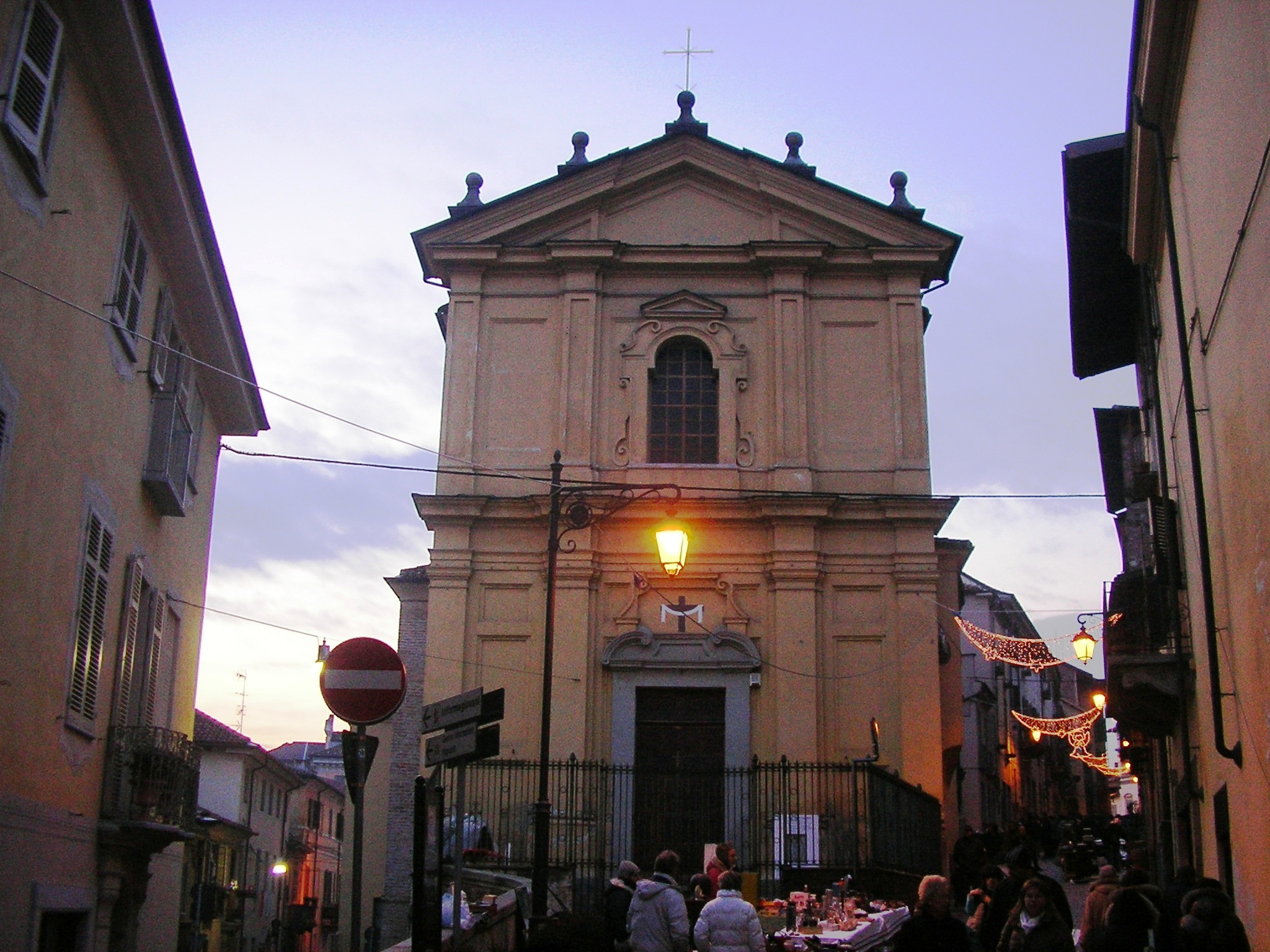
Kerk in Moncalieri
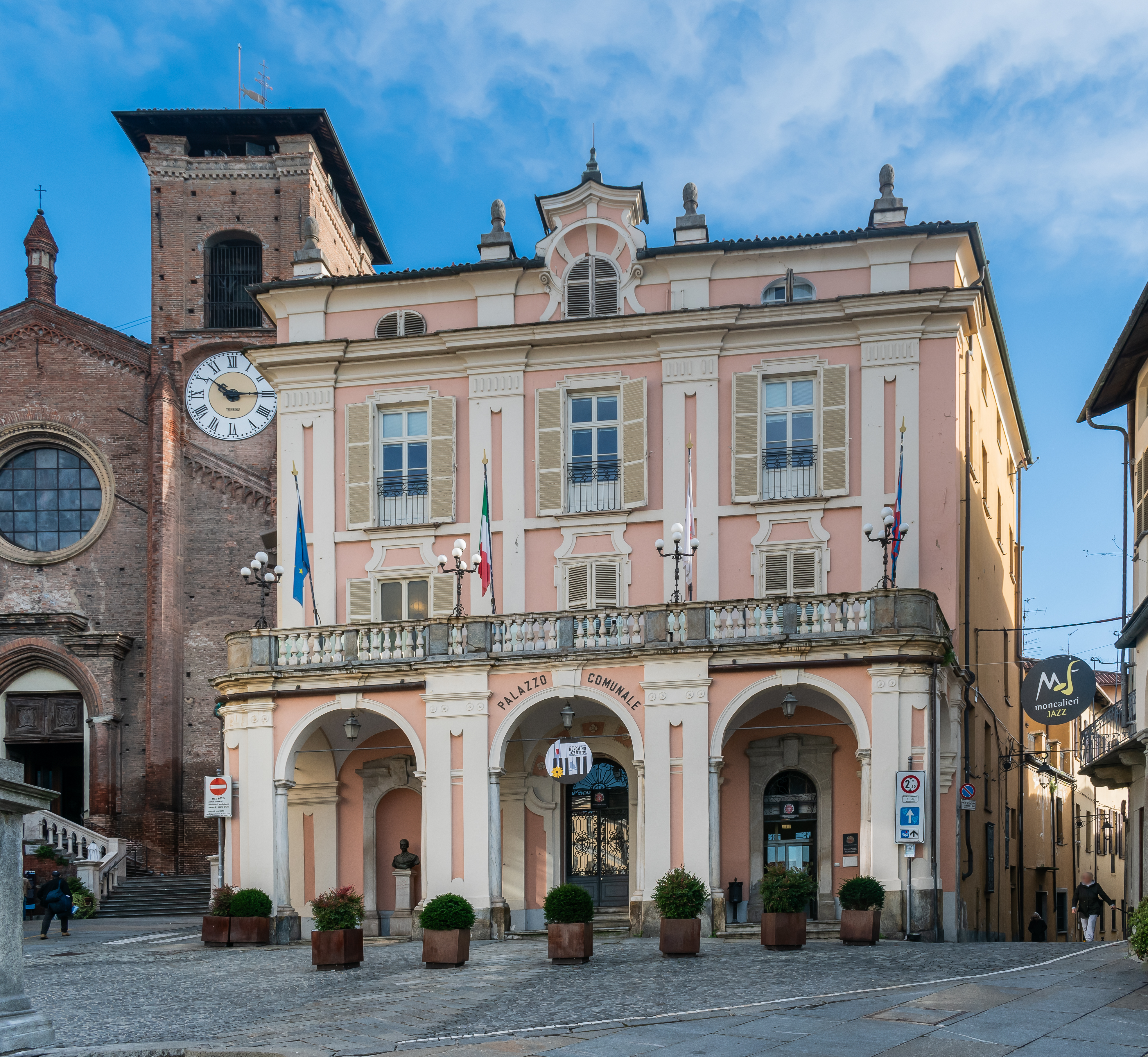
Gemeentehuis

## Demografie
Moncalieri telt ongeveer 24.222 huishoudens. Het aantal inwoners daalde in de periode 1991-2001 met 10,6% volgens cijfers uit de tienjaarlijkse volkstellingen van ISTAT.
| Jaar | Inwoneraantal |
| ---- | ------------- |
| 1991 | 59.700        |
| 2001 | 53.350        |

## Geografie
Moncalieri grenst aan de volgende gemeenten: Torino, Pecetto Torinese, Nichelino, Cambiano, Trofarello, Vinovo, La Loggia, Villastellone, Carignano.

## Geboren
- Giovanni Boccardo (1848-1911), priester
- Luigi Boccardo (1861-1936), priester
- Pietro Canonica (1869-1959), beeldhouwer en schilder
- Emanuele Canonica (1971), golfer
- Alessio Boggiatto (1981), zwemmer
- Carlo Pinsoglio (1990), voetballer
- Lorenzo Lucca (2000), voetballer